# Nödinge station
Nödinge station är en pendeltågsstation i Nödinge, Ale kommun som ligger vid E45 och Norge/Vänerbanan.

## Historik
Stationen öppnades 9 december 2012 och trafikeras av Alependeln som går mellan Göteborgs centralstation och Älvängens station.

## Bilder

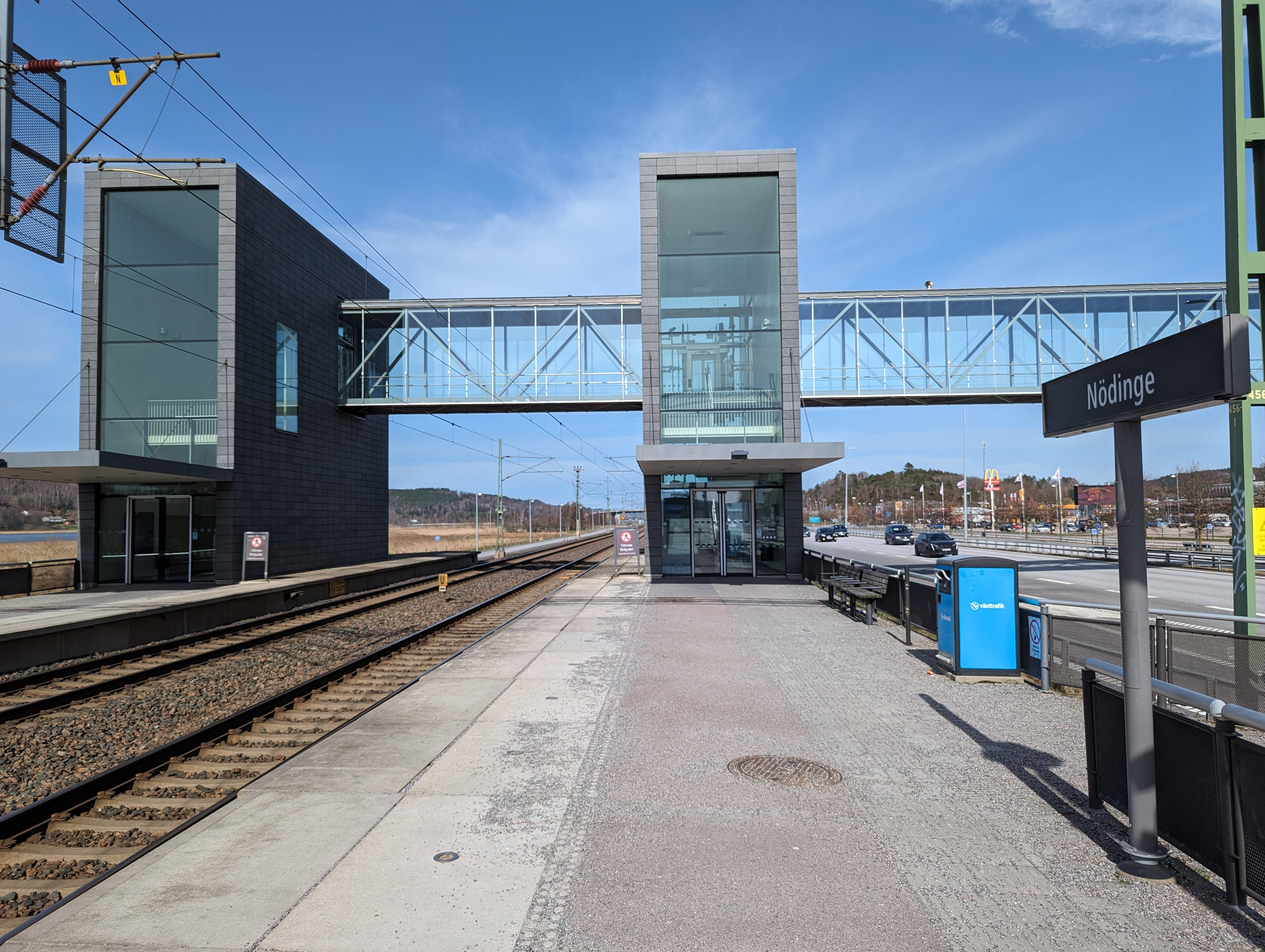
Plattformarna
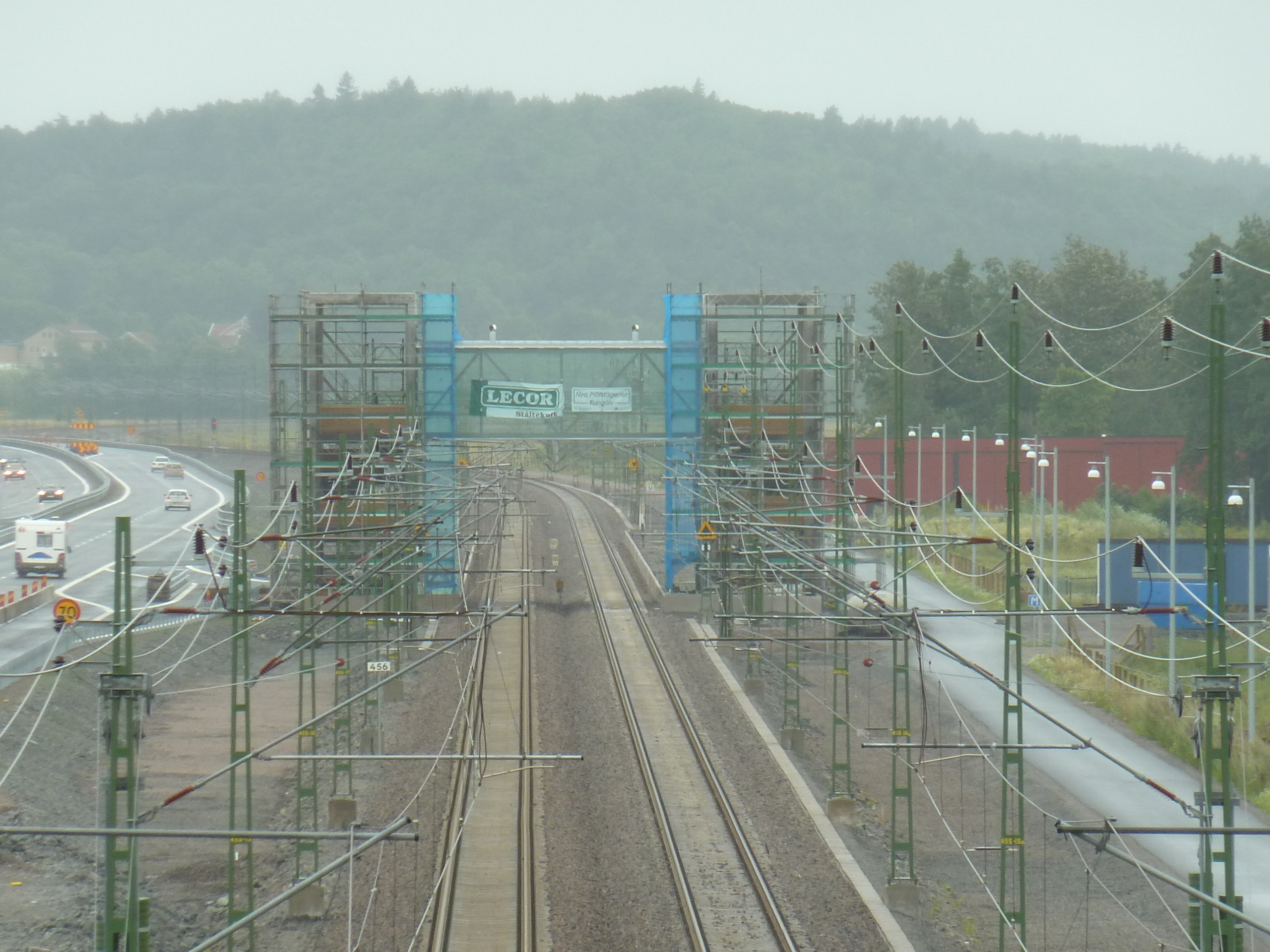
Stationen under uppbyggnad (juli 2010)